# 黎光美
黎光美（1926年2月27日—1990年），原越南共和國軍隊海軍高級軍官，軍銜海軍上校。他出身於越南國在法國殖民政府的幫助下，於20世紀40年代末在越南中部開設的軍事學校。隨後，他參加了越南國在越南中部沿海省份開設的海軍軍官學校的第一期課程，成爲了一名海軍軍官。在服役期間，他長期為海軍軍種服役。後來，他也被派到軍訓和參謀領域擔任過不同的職務。不過，總體上而言他仍然是一個海軍軍官。

## 生平
黎光美出生於1926年2月27日，:6511944年畢業於普通中學（高中）的法國課程，獲得成終文憑。

### 法蘭西聯盟與越南共和國軍
1947年，黎光美加入法國海軍，最初是由讓德句將軍擔任艦長的拉莫特·毕盖號旗艦上的一名水手。他在通訊部門任職，並被提升爲一等下士。1949年9月初，他被送往軍官學校。參加1949年9月25日在順化國家軍事學校開學的第二期“光中”課程。1950年6月24日，以現役少尉的軍銜畢業。離開學校后，他被派往駐紮在朔莊的法蘭西聯盟軍隊的步兵部隊服役，擔任排長。1951年底，他自願申請加入越南國海軍，就讀於1952年1月1日在芽庄海軍軍官學校開課的第一期。同年10月1日，他以海軍少尉的軍銜畢業。

## 1975年
1990年，黎光美在定居地去世，享年64歲。